# Am386

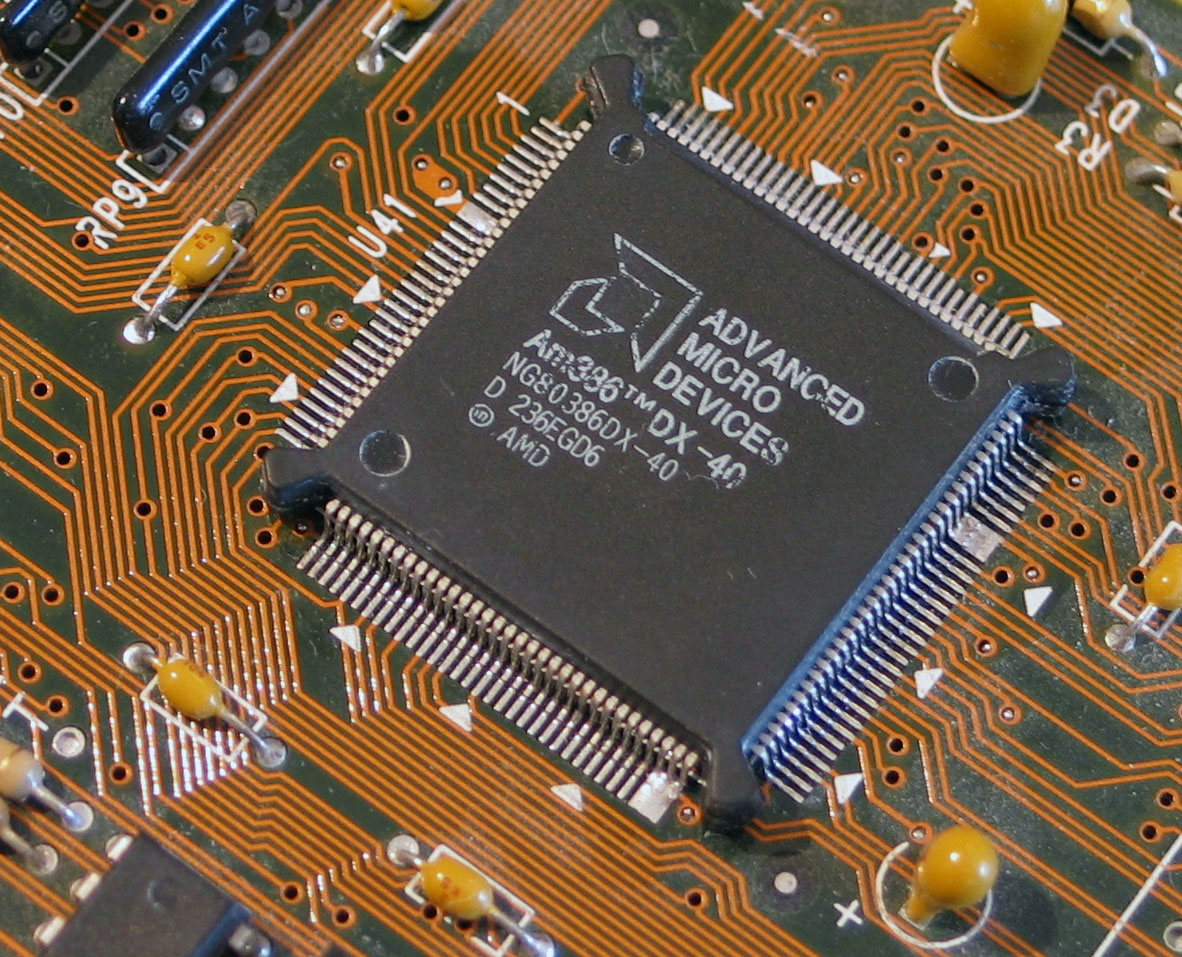
AMD Am386DX-40 CPU

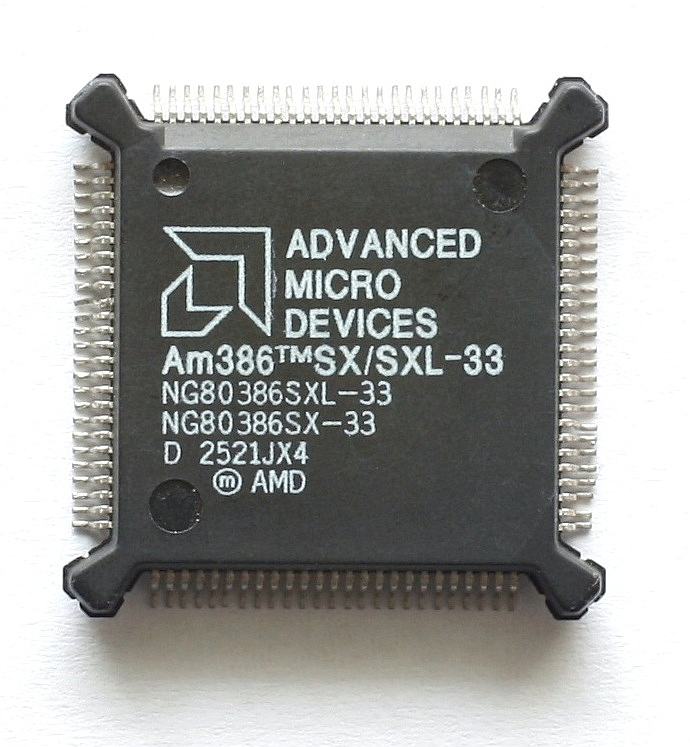
Am386SX/SXL

Процессор Am386 фирмы AMD, совместимый с процессором Intel 80386, был выпущен в 1991 году.
Am386 имел небольшое энергопотребление. Экономичность позволила ему достичь более высокой частоты, чем у главного конкурента: его старшая модель в керамическом корпусе работала на частоте 40 МГц, в то время как самая старшая модель Intel 80386 достигла только 33 МГц, а большинство процессоров Intel работало на частоте 16-25 МГц.
В условиях обострившейся в начале 90-х годов борьбы платформ этот процессор был удачным решением, не требовавшим больших затрат на высокую производительность. К тому моменту времени было уже очевидно, что устаревшие компьютеры будут вскоре полностью вытеснены.
Хотя процессор AM386 был практически готов к выпуску еще до 1991 года, Intel не давала его выпускать судебным решением. Ранее AMD была вторичным производителем процессоров Intel Intel 8086, Intel 80186 и Intel 80286, и интерпретация контракта, заключенного в 1982 году, заключалась в том, что реализация AMD распространяется на все их производные. Intel, однако, утверждала, что контракт распространяется только на процессоры 80286 и более ранние версии и запрещает AMD производить процессоры 80386 в 1987 году. После нескольких лет судебных разбирательств AMD наконец выиграла дело и право продать свой Am386 в марте 1991 года. Это также проложило путь к конкуренции на рынке 32-разрядных процессоров, совместимых с 80386, и, таким образом, снизило стоимость владения ПК.
В то время как процессоры Intel 386 достигли максимальной частоты 33 МГц в 1989 году, AMD сразу же представила 40-мегагерцевые версии своих 386DX и 386SX, продлив срок службы архитектуры. В последующие два года AMD 386DX-40 пользовался популярностью у мелких производителей клонов ПК и у компьютерных энтузиастов с ограниченным бюджетом, поскольку предлагал производительность, близкую к 80486, по гораздо более низкой цене, чем настоящий 486. Как правило, 386DX-40 работает почти на одном уровне с 25-МГц 486 из-за того, что 486-му требуется меньше тактовых циклов на инструкцию благодаря более жесткой конвейерной обработке (большему перекрытию внутренней обработки) в сочетании с кэш-памятью ЦП на кристалле. Однако его 32-битная шина данных 40 МГц дала 386DX-40 сравнительно хорошую производительность памяти и ввода-вывода.
Было выпущено несколько версий, например, 
Am386DX - 32-битная шина данных, можно выбирать между 32-битной или 16-битной шиной с помощью входа BS16. 32-битное физическое адресное пространство, 4 Гбайт адресного пространства физической памяти извлекает код в блоках по четыре байта, выпущен в марте 1991 г.
Am386DE - 32-битная шина данных, можно выбирать между 32-битной или 16-битной шиной с помощью входа BS16. 32-битное физическое адресное пространство, 4 Гбайт адресного пространства физической памяти извлекает код в блоках по четыре байта, нет блока пейджинга
В 1991 году AMD также представила усовершенствованные версии процессора 386SX - опять же не как второй источник производства чипа Intel, а как версию, совместимую по выводам с обратной инженерией. Фактически, это был первый выход AMD на рынок x86, если не считать второго источника для Intel. Процессоры AMD 386SX были доступны с более высокими тактовыми частотами в то время, когда они были представлены, и все еще дешевле, чем Intel 386SX. Изготовленные по технологии 0,8 мкм и использующие статическое ядро, их тактовая частота может быть снижена до 0 МГц, потребляя всего несколько мВт. Энергопотребление было на 35 % ниже, чем у Intel, и даже ниже, чем у 386SL, что делает AMD 386SX идеальным чипом как для настольных, так и для мобильных компьютеров. Версии SXL отличались расширенными функциями управления питанием и потребляли еще меньше энергии.
Am386SX - 16-битная шина данных, без возможности выбора размера шины, 24-битное физическое адресное пространство, 16 Мбайт адресного пространства физической памяти, блок предварительной выборки считывает два байта как один блок (например, 80286).

Был также выпущен сопроцессор 80387. Производительность Am386 при операциях с плавающей запятой может быть повышена за счет добавления сопроцессора 80387DX или 80387SX, хотя производительность все равно не приблизится к производительности встроенного FPU 486DX. Это сделало Am386DX неоптимальным выбором для научных приложений и САПР, использующих интенсивные вычисления с плавающей запятой. Однако в начале 1990-х оба были нишевыми рынками, и чип хорошо продавался, сначала как претендент на средний уровень, а затем как бюджетный чип. Хотя материнские платы, использующие более старые процессоры 386, часто имели ограниченные возможности расширения памяти и, следовательно, не соответствовали требованиям к памяти Windows 95, платы, использующие Am386, хорошо продавались в середине 1990-х годов; в конце концов, как бюджетные материнские платы для тех, кто интересовался только запуском приложений MS-DOS или Windows 3.1x. Am386 и его преемники с низким энергопотреблением также были популярным выбором для встраиваемых систем в течение гораздо более длительного периода времени, чем их срок службы в качестве процессоров для ПК.